# Tracy-sur-Mer
Tracy-sur-Mer é uma comuna francesa na região administrativa da Normandia, no departamento Calvados. Estende-se por uma área de 3,71 km². Em 2010 a comuna tinha 350 habitantes (densidade: 94,3 hab./km²).